# After We've Left Each Other
After We've Left Each Other (lançado como Feelings em alguns países) é o álbum de estreia do músico brasileiro Morris Albert, lançado em junho de 1974. Contém a canção "Feelings", a mais famosa do cantor, que chegou ao sexto lugar da parada musical estadunidense Billboard Hot 100.

## Gravação
Após lançar alguns compactos simples e já ter feito sucesso anteriormente com a canção "Feel the Sunshine", a Beverly investe em um álbum para Morris. A gravação do LP foi feita no Estúdio Reunidos, entre o final de 1973 e início de 1974.

## Lançamento
O álbum foi lançado em junho de 1974, pelo selo Charger Records, da Beverly/Copacabana. "Woman" foi a primeira canção a obter êxito, porém quando a faixa "Feelings" foi incluída na trilha sonora da telenovela Corrida do Ouro, da Rede Globo, ela foi ao topo das paradas musicais brasileiras. Quando foi lançada nos Estados Unidos, chegou ao sexto lugar da Billboard Hot 100 e vendeu mais de um milhão de cópias.
Em alguns países, o disco foi lançado com o título Feelings.

## Faixas

#### Lado A
1. "Woman"
2. "Sweet Loving Man"
3. "Gipsy"
4. "Come to My Life"
5. "This World Today is a Mess" (D. Daniel e D. Hightower)
6. "Falling Tears"

#### Lado B
1. "Feelings" (Morris Albert e Louis Gasté)
2. "Ways of Fire / Boombamakaoo" (Morris Albert e Phillip Carlson)
3. "Where is the Love of the World"
4. "Christine"
5. "Gotta Go Home"
6. "Gonna Love You More"

Todas as composições assinadas por Morris Albert, exceto onde indicado.